# ريتشارد كونور
ريتشارد كونور (بالإنجليزية: Richard Connor)‏ هو غطاس أمريكي، ولد في 1934 في بويبلو في الولايات المتحدة.

## وصلات خارجية
- ريتشارد كونور على موقع الاتحاد الدولي للسباحة (الإنجليزية)
- ريتشارد كونور على موقع اللجنة الأولمبية الدولية (الإنجليزية)
- ريتشارد كونور على موقع أوليمبيديا (الإنجليزية)